# 锺添发
锺添发（1938年—），广东东莞人，中国男子篮球运动员、篮球理论家，曾任武汉体育学院院长，国家体育总局小球运动管理中心主任，中国篮球协会副主席等职务。1999年被评为新中国篮球50杰。